# La svolta (romanzo)
La svolta (The Reversal) è un romanzo dello scrittore statunitense Michael Connelly, edito nel 2010, il terzo con protagonista l'avvocato Mickey Haller.
Il libro è stato  tradotto in russo, francese, ungherese, italiano e numerose altre lingue.

## Trama
Mickey Haller è sempre stato l'avvocato della difesa, almeno fino a quando il procuratore distrettuale di Los Angeles Gabriel Williams non gli ha offerto l'incarico di pubblico ministero nel caso Jason Jessup.
Ventiquattro anni prima Jessup era stato accusato dell'omicidio di Melissa Landy, una bambina di 12 anni, e condannato all'ergastolo: ora è emersa una prova, il test del DNA, che lo scagionerebbe.
Haller accetta l'incarico perché convinto della colpevolezza di Jessup e forma la squadra che lo assisterà nella causa: l'ex moglie Maggie McPherson come vice-procuratore e il fratellastro Harry Bosch nel ruolo di detective.
Indagando sul caso, Haller e Bosch scoprono una verità che va ben oltre le apparenze e che il vero colpevole potrebbe colpire ancora, magari proprio ciò che hanno di più caro: le loro figlie.

## Edizioni in italiano
- Michael Connelly, La svolta, traduzione di Stefano Tettamanti e Giuliana Traverso, Milano: Piemme, 2012